# Дюфур
Пік Дюфур (нім. Dufourspitze, фр. Pointe Dufour) — гора, розташована в Пеннінських Альпах, є найвищою вершиною Швейцарії. Пік є також найвищою точкою гірського масиву Монте-Роза.

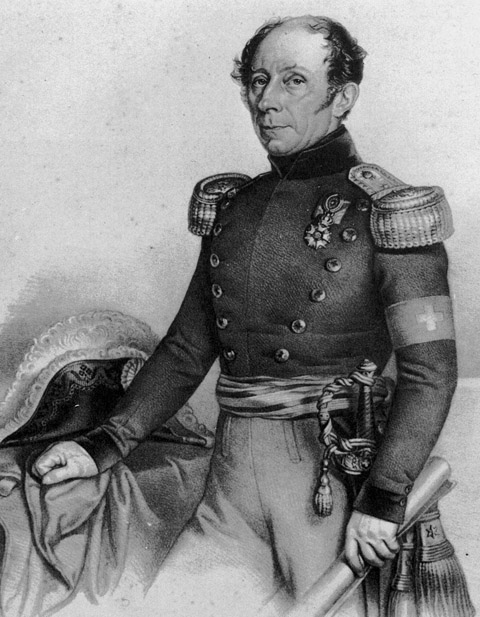
Гійом-Анрі Дюфур

Пік названий в честь Гійома-Анрі Дюфура (фр. Guillaume-Henri Dufour), швейцарського інженера і полководця. Вершина була названа його іменем після успішного завершення роботи над серією військових топографічних карт Швейцарії, під керівництвом генерала Дюфура.
Перше сходження здійснено 1 серпня 1855 року під керівництвом Charles Hudson англійцями: John Birbeck, Edward Stephenson, Christopher Smyth, James G. Smyth з допомогою гідів Matthäus Zumtaugwald, Johannes Zumtaugwald (з Церматту) і Ulrich Lauener (з Лаутербруннену).